# Stephen Graham (auteur)
Pour l’article homonyme, voir Stephen Graham.
Stephen Graham, né le 16 mars 1884 à Édimbourg et décédé le 15 mars 1975 à Londres, est un journaliste, écrivain de récits de voyage, essayiste et romancier britannique. Ses livres les plus connus racontent ses voyages à travers la Russie pré-révolutionnaire ainsi que son voyage à Jérusalem avec un groupe de 
pèlerins chrétiens de Russie. La plupart de ses œuvres expriment sa sympathie pour les pauvres, les ouvriers agricoles et les clochards, ainsi que son dégoût pour l'industrialisation.

## Biographie
En 1964, il publie son autobiographie, Part of the Wonderful Scene.

### Traductions en français
- Ivan le Terrible, le premier tsar, traduit de l'anglais par A.-H. Ponte, Paris : Payot, 1980

### Éditions en anglais
- A Vagabond in the Caucasus, 1911
- A Tramp's Sketches, 1912
- Undiscovered Russia, London [u.a.] : Lane, 1912
- Changing Russia, 1913
- With the Russian Pilgrims To Jerusalem, London : Macmillan, 1913
- With poor immigrants to America, 1914
- The Way of Martha and the Way of Mary, 1915
- Through Russian Central Asia, London : Cassell, 1916
- Priest of the Ideal, 1917
- Russia and the World : a study of the war and a statement of the world-problems that now confront Russia and Great Britain, London, Toronto, Melbourne : Cassel, 1917
- Russia in 1916, London : Cassell, 1917
- The Quest of the Face, 1918
- A Private in the Guards, 1919
- Children of the Slaves, London : MacMillian, 1920
- The Challenge of the Dead, 1921
- Tramping with a Poet in the Rockies, 1922
- London nights, 1925
- Russia in Division, London : Macmillan, 1925
- The Gentle Art of Tramping, 1926
- Peter the Great : A life of Peter I of Russia called the Great, 1929
- Ivan the Terrible of Russia, 1932
- Boris Godunof, London : Ernest Benn, 1933
- A Life of Alexander II, Tsar of Russia, 1935
- Summing up on Russia, 1951
- Part of the wonderful scene : an autobiography, 1964
- Europe - Whither Bound ? Being letters of travel from the capitals of Europe in the year 1921
- In Quest of El Dorado
- Life and last words of Wilfred Ewart
- Midsummer Mmsic
- New York nights
- The lay confessor
- Under London